# Paul Vaske
Paul Vaske (* 1. Januar 1924 in Cloppenburg; † 19. November 1985 in Hamburg) war ein deutscher Ingenieurwissenschaftler.

## Leben
Vaske studierte von 1946 bis 1951 Elektrotechnik an der TH Darmstadt. 1951 wurde er Leiter der Entwicklungsgruppe für Spaltmotoren, Universalmotoren und Hausgeräte im Kleinmotorenwerk der AEG in Oldenburg. Paul Vaske wurde 1959 zunächst Dozent, später Professor für Allgemeine Elektrotechnik, Elektrische Maschinen und Antriebe, Regelungstechnik am Department Maschinenbau und Produktion der damaligen bekannten «Hamburger Ingenieurschule am Berliner Tor», der späteren Hochschule für Angewandte Wissenschaften Hamburg (HAW Hamburg). 1962 wurde er mit der Arbeit zur Theorie des Spaltpolmotors an der Fakultät für Maschinenwesen der TH Hannover promoviert.
Er war Verfasser mehrerer Standardwerke zur Hochschulausbildung, wie beispielsweise Grundlagen der Elektrotechnik, das in mehreren Bänden zusammen mit Hans Fricke erschienen ist. In Darmstadt wurde er 1946 Mitglied der K.D.St.V. Nassovia Darmstadt im CV.
Paul Vaske verstarb im Alter von 61 Jahren und wurde auf dem Hamburger Friedhof Bergedorf beigesetzt.

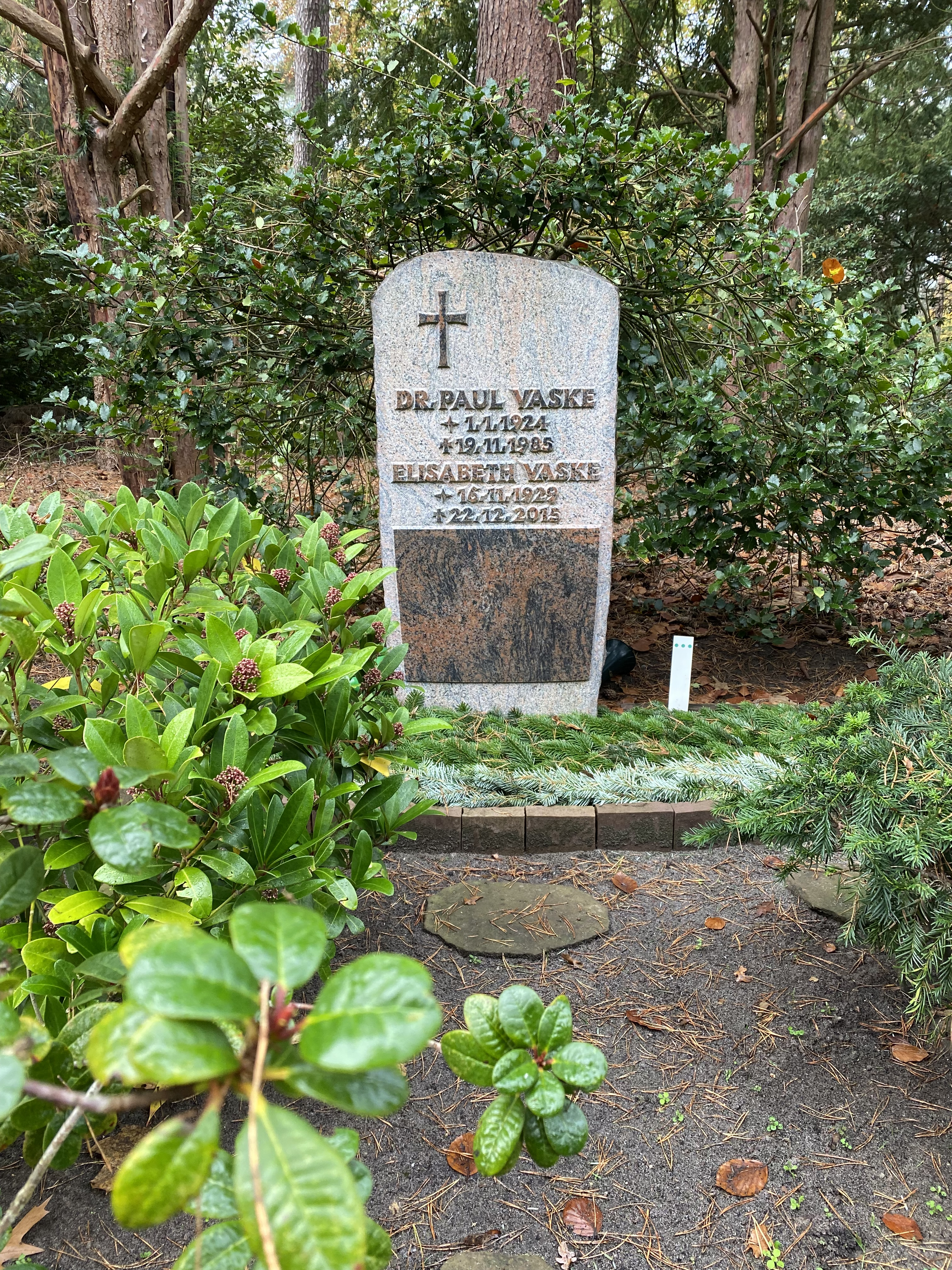
Grabstätte

## Schriften
- Über die Drehfelder und Drehmomente symmetrischer Komponenten in Induktionsmaschinen, Springer 1962
- Elektrische Maschinen und Umformer, 1970, zusammen mit Franz Moeller
- Programmierbare Taschenrechner in der Elektrotechnik, 1981, ISBN 3-519-06420-0, zusammen mit Frank Dörrscheidt, Dieter Selle
- Elektrische Netzwerke, Teubner Stuttgart 1982, ISBN 3-519-06403-0, zusammen mit Hans Fricke
- Übertragungsverhalten elektrischer Netzwerke. Frequenzgang und Übergangsfunktion, Teubner 1983, 3. Auflage, ISBN 3-519-20007-4.
- Leitfaden der Elektrotechnik, Band 1/1, Grundlagen der Elektrotechnik, Teubner Stuttgart 1982, ISBN 3-519-06403-0, zusammen mit Hans Frick und Franz Moeller
- Elektrotechnik mit BASIC-Rechnern (SHARP), Teubner 1984, 2. Auflage, ISBN 3-519-16200-8.
- Berechnung von Wechselstromschaltungen, Teubner 1985, ISBN 3-519-20065-1
- Praktische Kennlinienapproximation in BASIC, Teubner 1986, ISBN 3-519-06203-8.
- Berechnung von Gleichstromschaltungen, Teubner 1991, 5. Auflage, ISBN 978-3-519-40050-9.